# Wojsko wielkopolskie 1848 roku
Wojsko Ludwika Mierosławskiego – polskie formacje zbrojne w okresie powstania wielkopolskiego 1848 roku.

## Formowanie i koncentracja
20 marca 1848 roku Komitet Narodowy proklamował niepodległość Polski i utworzył wydział wojskowy celem organizacji sił zbrojnych. Obowiązkiem służby wojskowej objęto mężczyzn od 17 do 50 roku życia. Kilka dni później w Poznaniu powstało dwadzieścia siedem ośrodków formowania. Organizowano oddziały gwardii i straży bezpieczeństwa. Powstała szkoła podchorążych. Przy powiatowych komisarzach cywilnych ustanowiono urzędy organizatorów wojennych dla organizowania oddziałów piechoty i kawalerii.
Po tygodniu obozy polskie liczyły około 4000 ochotników. Odczuwano ogromny brak broni i oporządzenia wojskowego, większość żołnierzy uzbrojona była w kosy lub broń myśliwską. Formowano dwa rodzaje broni: piechotę i jazdę. Piechota dzieliła się na wojska kosynierskie i strzeleckie. Etat batalionu pieszego ustalono na 600 ludzi, szwadronu jazdy na 120 ludzi.
Naczelne dowództwo sprawował przybyły z Berlina Ludwik Mierosławski. Formalnie był on tylko członkiem wydziału wojennego, ale proponowany na stanowisko wodza gen. Kruszewski odmówił i raczej skłaniał się ku rozwiązaniu oddziałów.
Celem koncentracji wojsk polskich, zorganizowano obozy wojskowe we Wrześni, Książu, Mieściskach, Pleszewie i w Środzie. Całość sił polskich wynosiła wówczas około 7000 ludzi. Realizując ugodę jarosławską, ograniczono siły polskie do pięciu, a następnie czterech obozów. W każdym z tych obozów stacjonować miały: jeden batalion piechoty (600 ludzi) i szwadron jazdy (120 ludzi). Stan wojska wynosić miał do 2400 piechoty i 480 szabel. 11 kwietnia wydana została instrukcja nakazująca rozlokowanie w pobliżu obozów drugiej, a nawet trzeciej zmiany przepisanego kompletu 720 ludzi i cotygodniowego jej przeszkolenia. Mierosławski w ten sposób, będąc w zgodzie z ugodą, chciał zapewnić sobie większą liczbę wojska. Spodziewał się osiągnąć stan około 10 000 wyszkolonych żołnierzy.
20 kwietnia Mierosławski zwołał naradę przedstawicieli obozów w Winnogórze. Przyjęto tam projekt reorganizacji oddziałów. Siły zbrojne podzielono na piechotę, jazdę i artylerię. Piechotę zorganizowano w bataliony, a jazdę w szwadrony. W trakcie narady powołano też komisję egzaminacyjną dla oficerów z płk. Oborskim jako przewodniczącym. Od egzaminu kwalifikacyjnego zwolniono oficerów, którzy służyli w Wojsku Polskim przed rokiem 1830 i brali udział w powstaniu 1830–1831. Ustalono też żołd.

## Działania zbrojne
Już w końcu kwietnia doszło do pierwszych starć powstańców z wojskiem pruskim pod Grodziskiem, Gostyniem, Raszkowem i Koźminem. 22 kwietnia Prusacy wyparli Polaków z Odolanowa . Walki te uświadomiły Mierosławskiemu konieczność przygotowania obozów do walki. Dowódca obozu w Książu, pułkownik Florian Dąbrowski otrzymał do dyspozycji oddział Józefa Garczyńskiego z Nowego Miasta. Nakazano powołać pospolite ruszenie z okolicznych wsi. Mierosławski zdawał sobie sprawę z przewagi pruskiej. Liczył jednak na atut własnego terytorium i fakt, że oddziały pruskie złożone były przede wszystkim z mało wartościowej landwery. Oceniał, że poprzez koncentrację polskich obozów, uzyska przewagę lokalną co pozwoli mu rozbić poszczególne kolumny nieprzyjaciela.
Bitwa o Książ
Florian Dąbrowski dysponował około 1300 żołnierzami. Przeciwnikiem Dąbrowskiego był pułkownik Brandt, Dysponował on ponad 6000 żołnierzy i 7 działami. 29 kwietnia prusacy uderzyli na Książ. Dąbrowski był już przygotowany na odparcie wroga. Czekał jedynie na wsparcie oddziału Garczyńskiego. Ten przekazał mu zaledwie 45 strzelców. Powstańczy szwadron jazdy toczył ciężkie boje z jazdą pruską. Odszedł on jednak od głównego centrum walki. Prusacy próbowali odciąć drogę odwrotu na Nowe Miasto, a od Śremu piechota, wsparta artylerią prowadziła natarcie na barykady. Bój o zapory bronione przez 80 strzelców trwał ponad dwie godziny. Prusacy zastosowali manewr obejścia. Zmusiło to strzelców do wycofania się. Obiecane posiłki w postaci oddziałów Garczyńskiego nie nadchodziły. Walka przeniosła się ponownie do śródmieścia, gdzie nastąpił ostatni akt bitwy. Ciężko ranny został Dąbrowski. Spadło morale w szeregach polskich, część żołnierzy rozbiegła się lub poddała. Leon Smitkowski wysłał parlamentariuszy do Brandta z gotowością do poddania się. W bitwie poległo ok. 300 powstańców, drugie tyle dostało się do niewoli. Pozostali rozproszyli się po lasach. Brandt, były polski oficer, za wygraną bitwę otrzymał awans generalski.
Bitwa pod Miłosławiem

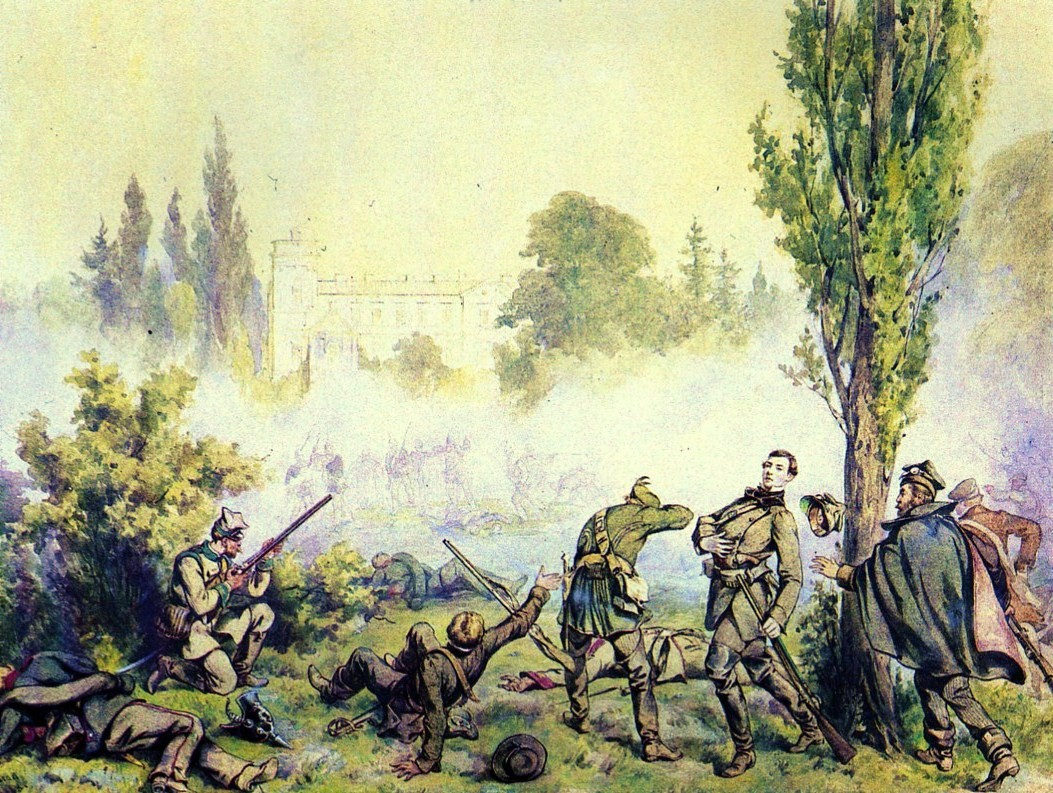
Bitwa pod Miłosławiem według J. Kossaka

Klęska obozu ksiąskiego skłoniła Mierosławskiego do koncentracji innych obozów polskich w Miłosławiu. Strona polska miała tu do dyspozycji ponad 700 strzelców, 1300 kosynierów, około 370 jazdy i 4 działka. Działający na tym kierunku Blumen mógł przeciwstawić 2100 bagnetów, 360 szabel i 4 działa. Bitwa miłosławska dzieliła się na dwie fazy: w pierwszej słabe siły powstańcze pod naciskiem Prusaków rozpoczęły odwrót, lecz po nadejściu odsieczy Garczyńskiego i Białoskórskiego Polacy przeszli do przeciwnatarcia uzyskując pełne powodzenie. Około 18:00 bitwa już wygasła. Prusacy przyznali się do 50 zabitych, 156 rannych i 19 zaginionych, ze strony polskiej straty wyniosły do 200 zabitych, rannych i zaginionych.
Bitwa pod Sokołowem
Zwycięstwo Mierosławskiego nie zakończyło trwających konfliktów między oficerami. Nie wierząc w ostateczny sukces, Białoskórski złożył dowództwo oddziału. Inni dowódcy wzniecali bunty wobec Mierosławskiego, zarzucając mu niezaradność. Chaos powiększał brak żywności, amunicji i broni, upadała dyscyplina. Część żołnierzy rozeszła się do domów.
Mierosławski, po stłumieniu buntów, 1 maja ruszył ku Kujawom. 2 maja oddział polski stojący na wedecie w Sokołowie został zaatakowany przez kolumnę generała Hirschfelda. Siły pruskie liczyły 4 bataliony, 2 szwadrony i 6 dział. Była to ostatnia większa bitwa z Prusakami. Zwyciężyli powstańcy.
8 maja oddziały powstańcze nie przedstawiały już żadnej wartości bojowej. Wojsko było skłócone, rozpolitykowane i niezdolne do walki. Pułkownik Augustyn Brzeżański poddał je 11 maja generałowi Wedellowi. Tylko 35 żołnierzy stawiło się, by złożyć broń, reszta rozeszła się do domów lub też na własną rękę tworzyła nowe formacje partyzanckie.

## Mundur armii wielkopolskiej
Na naradzie dowódców w Winnogórze ustalono też tymczasowe przepisy ubiorcze.
Mundur oficerski miał składać się z surduta mundurowego, spodni i płaszcza z szarego sukna, z granatowym kołnierzem z amarantową wypustką, z peleryny i czapki. Koszty umundurowania miała wziąć na siebie kasa centralna.
Odznaki oficerskie były noszone na obydwu ramionach (sznurki) i na lewej przedniej kwaterze czapki (szewrony): 
Stopnie oficerskie:
- podporucznik – jeden srebrny sznurek
- porucznik – dwa srebrne sznurki
- kapitan – trzy srebrne sznurki
- major – jeden złoty sznurek
- podpułkownik – dwa złote sznurki
- pułkownik – trzy złote sznurki

Podoficerowie: 
- starszy sierżant[f] – na lewym rękawie, od mankietu ku górze podwójny szewron z wąskiej taśmy szychowej
- podoficer – podwójny, amarantowy szewron na przedramieniu lewego rękawa – od łokcia ku mankietowi
- kapral – szewron jak wyżej, lecz pojedynczy[6]

## Struktura organizacyjna i obsada etatowa
Obsada etatowa podana za: Kazimierz Rakowski: Powstanie poznańskie w 1848 roku. Lwów 1900: Towarzystwo wydawnicze Poznań – księgarnia A. Cybulskiego, s. P. 40–43.

### Sztab główny
- Inspektor obozów – Ludwik Mierosławski
- Szef sztabu – St. Poniński
- Inżynier sztabu – Szubert 
  - Oficerowie sztabu: mjr Czarnomski, kpt. Antoni Przeniewski, płk Ludwik Oborski, Aleksander Guttry, Bronisław Dąbrowski
- Intendent generalny 
  - Al. Brudzewski
  - Józef Gąsiorowski
  - Fiszer

- Pomocnik intendenta – Łuczycki
- Kasjer generalny – Ruszczewski

### Obozy i oddziały wojskowe
Obóz w Miłosławiu
Dowódca – płk Augustyn Brzeżański
- Adiutant dowódcy – ppor. Stoss
- Komendant jazdy – Pomorski 
  - Oficerowie jazdy: Modliński, Teofil Mniewski, Julian Zabłocki, Kłodowski, J. Lipski
- Komendant piechoty – Koszutski
  - Oficerowie piechoty: Ludwik Sokolnicki, Wiktor Szołdrski
- Komendant strzelców – J. Grabski
  - Oficerowie strzelców: kpt. Lange, Niesiołowski, Dembiński, Snowacki, Królikowski, Stachecki, Lossow, Brownsford, Ciszewski, Fabianowski
- Komendant artylerii – St. Węclewski
- Komendant placu – Antoni Grabski

Obóz w Książu
Dowódca – płk Budziszewski; od 22.04.1848  mjr Florian Dąbrowski
- Komendant jazdy – Leon Smitkowski
  - Oficerowie jazdy: L. Terlecki, Józef Czapski, Leonard Różbicki, Franciszek Żychliński, Jezierski, Sokolnicki, Wawrzyniec Łagodzki, Wołoszyński, por. Seweryn Jakiewicz, mjr Antoni Kamiński
  - Oficerowie piechoty: Walenty Jarociński, Piotr Falęcki
- Komendant placu – Stanisław Mycielski, mjr Dziarżanowski
- Inżynier obozowy – Hipolit Cukrowicz
- Kapelan obozowy – X. Koszutski

Obóz pleszewski
Dowódca – Feliks Białoskórski
- Komendant jazdy – mjr Kirkor 
  - Oficerowie jazdy: Piotr Zakrzewski, Stanisław Taczanowski, Wojciech Lipski
- Komendant piechoty – mjr Andrzej Prądzyński
  - Oficerowie piechoty: Andrzej Piliński, Winnicki, Krzysztofor, C. Wysoczyński, mjr Murzynowski, Franciszek Parczewski, Wyganowski, Błociszewski
- Komendant strzelców – płk Michał Kuszell
  - Oficerowie strzelców: Łukomski, Siltowski

Obóz nowomiejski
Dowódca – Józef Bonawentura Garczyński 
- Szef sztabu – Władysław Kosiński
  - Oficerowie sztabu: Berlier, Apolinary Kurnatowski, Słomczewski, mjr Słubicki
- Komendant jazdy – Władysław Kosiński 
  - Oficerowie jazdy: Konstanty Bniński, Andrzej Iłowiecki, Edmund Krynkowski, Walenty Iłowiecki, Stanisław Iłowiecki, Łukasz Ciesielski
  - Oficerowie piechoty: Hartwig, Krzysztofowicz, Kwiatkowski, Drozdowski
  - Oficerowie strzelców: kpt. Wargocki, Goślinowski, Karczewski, Idzi Szuman, Karol Brzozowski, Domagalski, Gabryelski
  - Oficer artylerii – Bajerski
- Kapelan obozowy – X. Brzeziński

Pułk poznańskiej piechoty liniowej
Dowódca pułku – płk Jabłkowski 
- Dowódca batalionu – mjr Wroniecki 
  - Oficer sztabu – mjr Dobrogoyski
  - Adiutant batalionu – ppor. Sokolnicki
  - Płatnik – ppor. Lekszycki
  - Intendent – ppor. Brix
- Dowódca 1 kompanii – kpt. Żurkowski
- Dowódca 2 kompanii – kpt. Koszkowski
- Dowódca 3 kompanii – kpt. Kolski
  - Oficerowie: por. Sawiński, por. Miaskowski, por. Konstanty Rosé, por. Koszutski, por. E. Trąmpczyński, ppor. Kleparski, ppor. Alfons Rostkowski, ppor. Józef Kont, ppor. Jan Tuszewski, ppor. Lewandowski, ppor. Stanisław Rostkowski, ppor. Lubomęski, ppor. Witold Rostkowski, ppor. Przepałkowski, ppor. A. Szyszyłowicz

Szkoła podchorążych (legia akademicka) 
- Dowódca piechoty – Henryk Szuman
- Dowódca jazdy – Ad. Koczorowski
- Dowódca artylerii – Edmund Taczanowski